# Anna Fotyga
Anna Elżbieta Fotyga (nata Kawecka; Lębork, 12 gennaio 1957) è una politica polacca, membro del parlamento europeo e segretario generale Gruppo dei Conservatori e dei Riformisti Europei (EGR).
Ha ricoperto la carica di Ministro degli Affari Esteri della Polonia e, negli uffici di Kazimierz Marcinkiewicz e Jarosław Kaczyński (2006–2007), quella di capo dell'Ufficio del Presidente della Repubblica di Polonia (2007–2008). È relatore permanente del Forum delle Nazioni Libere della Post-Russia (2022-2024).

## Biografia

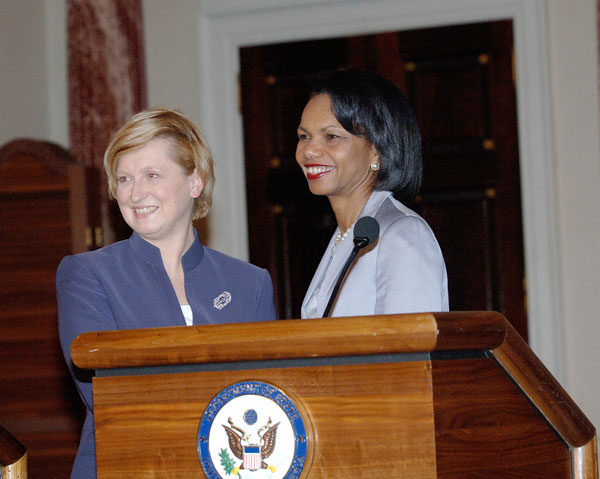
Anna Fotiga con il Segretario di Stato americano Condoleeza Rice

Si è laureata presso la Facoltà di Commercio Estero dell'Università di Danzica. Ha iniziato la sua carriera nel dipartimento delle relazioni esterne del sindacato Solidarnosc nel 1981. Dal 1989 è esperta e responsabile del dipartimento relazioni esterne di "Solidarietà". È stata vicesindaco di Danzica (2002–2004), membro del Parlamento europeo (2004–2005), ministro degli affari esteri della Polonia (2006–2007), capo dell'amministrazione del presidente Lech Kaczyński (2007– 2008), esperta di relazioni estere del partito Diritto e giustizia", membro del Seim  (la camera bassa del parlamento polacco).
.

### Una carriera nella politica nazionale
Fotiga ha ottenuto 25.994 voti (secondo posto nella regione) alle elezioni del Parlamento europeo del 2004 come candidato per il partito Diritto e Giustizia (PiS) nel Voivodato della Pomerania.
Il 9 maggio 2006, il presidente Lech Kaczyński ha nominato Fotiga ministro degli affari esteri della Repubblica di Polonia al posto di Stefan Möller. L'opposizione ha criticato il suo dipartimento per aver perseguito una politica di isolamento nei confronti di Russia e Germania. Il 7 settembre 2007 Fotiga è stata licenziata dal suo incarico, ma riconfermata lo stesso giorno; così il Primo Ministro e il Presidente hanno evitato il suo licenziamento attraverso un voto di sfiducia preparato dalla Piattaforma Civica tre mesi fa.
Dopo la caduta dell'amministrazione Kaczyński nel 2007, Radosław Sikorski è succeduta come Ministro degli Affari Esteri della Repubblica di Polonia.
Fino al 20 agosto 2008 Fotyga è stata capo dell'ufficio del presidente della Repubblica di Polonia.

### Membro del Parlamento Europeo dal 2014 ad oggi
Dal 2014 al 2019, Fotiga è stata capo della sottocommissione per la sicurezza e la difesa del Parlamento europeo. Da allora è membro a pieno titolo della commissione per gli affari esteri del Parlamento europeo e della sua sottocommissione per la sicurezza e la difesa.
Nel 2015, i media hanno riferito che Fotiga era inclusa nell'elenco russo delle persone dell'Unione europea a cui è vietato entrare nel paese.
Nel 2020, il segretario generale della NATO, Jens Stoltenberg ha nominato Fotiga affinché si unisse a un gruppo di esperti per sostenere il lavoro di ulteriore rafforzamento della dimensione politica della NATO.

## Posizioni politiche
La posizione di Fotyga sugli affari esteri coincide con la posizione politica di Diritto e Giustizia, che si basa sul concetto della Polonia come un paese forte e indipendente, pronto a resistere alla Russia o alla Germania quando necessario. Ha inoltre perseguito una politica di stretta cooperazione con gli Stati Uniti.
Il 23 novembre 2016, Fotiga è autore della risoluzione del Parlamento europeo "Comunicazioni strategiche dell'UE come contromisura alla propaganda di terzi" (sulle contromisure informative da parte dei media russi) riguardante il contrasto alla propaganda contro l'UE, che include la censura dei media russi come RT e Sputnik. La risoluzione paragona l'influenza dei media russi alla propaganda dell'ISIS. La proposta è stata criticata dal governo russo e dalla Federazione europea dei giornalisti.
"La maggior parte della mia vita, sotto i comunisti e dopo di loro, è stata dedicata a combattere la retorica diffusa prima dall'Unione Sovietica e poi dalla Federazione Russa"
Nel gennaio 2023 i media Euractiv hanno pubblicato un articolo di Anna Fotyga in cui afferma:
"Non esiste e non può esistere il gas, il petrolio, l'alluminio, il carbone, l'uranio, i diamanti, il grano, le foreste, l'oro, ecc. russi. Tutte queste risorse sono tartare, baschiriche, siberiane, careliane, oirat, circasse, buriate, yakut, urali, kuban, nogai e così via... Mikhail Lermontov ha rubato le leggende dei circassi conquistati, e l'etnia ucraina Mykola Gogol è sempre stata negata autocoscienza nazionale da parte dei russi... Dovrebbero essere discusse le prospettive della creazione di stati liberi e indipendenti nello spazio post-russo, nonché le garanzie della loro futura stabilità e prosperità. Dobbiamo essere consapevoli che il crollo della Federazione Russa può comportare alcune difficoltà e rischi, come qualsiasi periodo di transizione. Tuttavia, questi rischi diventeranno molto maggiori se lasciamo questo impero aggressivo così com’è”.

## Privacy
Fotiga è sposata e ha due figli.

## Premi
- Commendatore dell'Ordine "Al merito della Lituania" (5 aprile 2009, Lituania)[5]
- Ordine al merito (Ucraina) - III grado (4 novembre 2022, Ucraina ) - "per un significativo contributo personale al rafforzamento della cooperazione interstatale, al sostegno della sovranità statale e all'integrità territoriale dell'Ucraina, alla divulgazione dello Stato ucraino nel mondo"[6]